# Exalphus docquini
Exalphus docquini es una especie de escarabajo longicornio del género Exalphus, tribu Acanthoderini, subfamilia Lamiinae. Fue descrita científicamente por Tavakilian & Néouze en 2013.
La especie se mantiene activa durante los meses de marzo, agosto y octubre.

## Descripción
Mide 11-13 milímetros de longitud.

## Distribución
Se distribuye por Guayana Francesa.